# 궈지판뎬
궈지판뎬(중국어 간체자: 国际饭店, 정체자: 國際飯店, 병음: Guójì Fàndìan 국제반점[*])은 중국 상하이시 런민 공원에 있는 호텔이다. 난징루 서쪽에 위치하고 있다.

## 개요
슬로바키아의 건축가 라슬로 후데츠가 설계한 것으로, 1934년 건축되었다. 또한, 아르데코 건축의 중요한 예이다.
22층으로 이루어진 이 건물은 84m로, 1952년까지 아시아에서 가장 높은 건물이었다. 또한, 중국에서는 1966년까지, 상하이에서는 1983년까지 가장 높은 빌딩이였다.
당시 상하이에서 가장 유명했던 곳인 상하이 경마장이 부근에 있었다.
1997년 건물은 미국의 건축가 조지 그리고리언에 의해 개조되었다.

## 외부 모습
최초의 3층은 산둥 성의 고급 검정 화강암으로 마무리되어 있다. 위층은 진한 갈색 벽돌과 세라믹 타일로 덮여있다.
외부 모습은 주요로 두번 변경이 이루어졌다.

## 내부 모습
1935년, 13층의 외부 정원은 14층 연회에 전용된 창문으로 둘러싸여 개폐식 지붕으로 덮여 있었다. 이 지붕은 현재 천장에 내장된 백라이트의 유리 패널로되어 있다.
대부분의 인테리어는 부르주아 양식을 싫어하는 까닭에 1950년대에 공산당 정부가 의도적으로 개조되었다. 아이러니하게도 1980년대에 원래의 양식으로 몇 가지를 두 번째 개조가 이루어졌다. 1997년, 조지 그리고리언은 아르데코 양식을 이용한 인테리어로 몇 가지를 개축했다. 미국인 건축가 크리스토퍼 초아가 2001년에 로비를 아르데코 양식으로 하였다.